# Фурш (Арканзас)
Фурш (англ. Fourche) — місто (англ. town) в США, в окрузі Перрі штату Арканзас. Населення — 56 осіб (2020).

## Географія
Фурш розташований за координатами 34°59′35″ пн. ш. 92°37′8″ зх. д. / 34.99306° пн. ш. 92.61889° зх. д. (34.993128, -92.618944).  За даними Бюро перепису населення США в 2010 році місто мало площу 0,46 км², з яких 0,46 км² — суходіл та 0,00 км² — водойми. В 2017 році площа становила 0,52 км², з яких 0,52 км² — суходіл та 0,00 км² — водойми.

## Демографія
Згідно з переписом 2010 року, у місті мешкали 62 особи в 25 домогосподарствах у складі 17 родин. Густота населення становила 135 осіб/км².  Було 28 помешкань (61/км²). 
Расовий склад населення:
| - 100,0 % — білих |

До двох чи більше рас належало 0,0 %. Іспаномовні складали 0,0 % від усіх жителів.
За віковим діапазоном населення розподілялося таким чином: 21,0 % — особи молодші 18 років, 72,5 % — особи у віці 18—64 років, 6,5 % — особи у віці 65 років та старші. Медіана віку мешканця становила 39,5 року. На 100 осіб жіночої статі у місті припадало 113,8 чоловіків;  на 100 жінок у віці від 18 років та старших — 113,0 чоловіків також старших 18 років.
Середній дохід на одне домашнє господарство  становив 51 910 доларів США (медіана — 34 531), а середній дохід на одну сім'ю — 39 795 доларів (медіана — 33 281). За межею бідності перебувало 11,4 % осіб, у тому числі 0,0 % дітей у віці до 18 років та 0,0 % осіб у віці 65 років та старших.
Цивільне працевлаштоване населення становило 17 осіб. Основні галузі зайнятості: транспорт — 35,3 %, виробництво — 35,3 %, освіта, охорона здоров'я та соціальна допомога — 23,5 %.